# Thelcticopis canescens
Thelcticopis canescens är en spindelart som beskrevs av Simon 1887. Thelcticopis canescens ingår i släktet Thelcticopis och familjen jättekrabbspindlar. Inga underarter finns listade i Catalogue of Life.